# Масленников, Константин Николаевич
Константин Николаевич Масленников (1 октября 1930, с Ворсино, ныне Костромская область — 21 октября 1990, Новосибирск) — советский работник производства, директор научно-исследовательского института предприятия «Сибэлектротяжмаш» (1987—1990), заслуженный изобретатель РСФСР (1986), лауреат Государственной премии СССР (1987).

## Биография
Родился 1 октября 1930 года в селе Ворсино Красносельского района современной Костромской области. Из рабочей семьи.
В 1954 году окончил Московский энергетический институт, после чего стал сотрудником Новосибирского турбогенераторного завода: начинал инженером и со временем достиг должности заместителя главного конструктора.
С 1961 года возглавлял отделение электрических машин, был заместителем главного конструктора и главным конструктором ПО «Сибэлектротяжмаш»; с 1987 по 1990 год — директором его научно-исследовательского института.
Руководил двумя базовыми направлениями технического развития института и предприятия. Получил 49 авторских свидетельств на изобретения, а также восемь патентов в ряде стран: США, Франции, Германии и т. д. 36 изобретений примененялись на «Сибэлектротяжмаше».
Умер 21 октября 1990 года в Новосибирске. Похоронен на Клещихинском кладбище (квартал 54).

## Награды
В 1976 году был удостоен ордена Трудового Красного Знамени.
В 1986 году в составе группы авторов получил Государственную премию СССР за разработку и производственное освоение двигателей АДО и АТД-4.